# Maia Sandu
Maia Sandu (Risipeni, 24 mei 1972) is een Moldavische politica, actief voor de Partij van Actie en Solidariteit (PAS). Sinds december 2020 is zij de president van Moldavië. Eerder was zij in 2019 enkele maanden premier van haar land.

## Biografie
Sandu werd in 1972 geboren in het district Fălești in de toenmalige Moldavische Socialistische Sovjetrepubliek. Ze studeerde management en internationale betrekkingen in Chisinau en studeerde in 2010 af aan de John F. Kennedy School of Government in de Verenigde Staten. Van 2010 tot 2012 werkte Sandu als adviseur bij de Wereldbank in Washington D.C.
Sandu was tussen 2012 tot 2015 minister van Onderwijs in opeenvolgende Moldavische kabinetten. In december 2015 beëindigde ze haar lidmaatschap van de Liberale Democratische Partij (PLDM) en richtte ze een liberaal politiek platform op, dat later de Partij van Actie en Solidariteit (PAS) werd. Namens deze partij deed ze in 2016 mee aan de Moldavische presidentsverkiezingen, waarbij ze in de tweede ronde verloor van Igor Dodon.

### Premierschap
Bij de parlementsverkiezingen van 2019 vormde de PAS een alliantie met de Platforma DA van Andrei Năstase. Het blok veroverde 26 van de 101 zetels in het parlement. Na lange onderhandelingen werd in juni 2019 een regeringscoalitie gesmeed met de socialistische PSRM. Sandu werd premier, als opvolger van Pavel Filip. De legitimiteit van haar kabinet werd aangevochten door met name de Democratische Partij van Filip, die in de oppositie was beland en oordeelde dat de nieuwe regering niet binnen de vereiste drie maanden na de verkiezingsuitslag was gevormd. Het Moldavische Hooggerechtshof ging hier in eerste instantie in mee en benoemde Filip tot waarnemend president, ten koste van de zittende president Igor Dodon. Alle beslissingen werden echter na enkele dagen herzien en teruggedraaid, waarmee Sandu groen licht kreeg om verder te regeren.
Sandu voerde als premier een pro-Europees beleid. Op 12 november 2019, ruim vijf maanden na de beëdiging, viel haar kabinet na een motie van wantrouwen. Deze motie kwam er nadat de regering een wetsontwerp had aangenomen dat Sandu meer bevoegdheden zou geven bij de toewijzing van juridische functies. Sandu werd als premier opgevolgd door de partijloze Ion Chicu.

### Presidentschap
In november 2020 nam Sandu deel aan de Moldavische presidentsverkiezingen, waarbij ze het moest opnemen tegen president Dodon. Een tweede ronde was noodzakelijk nadat geen enkele kandidaat in de eerste ronde een meerderheid had behaald. Uiteindelijk versloeg zij Dodon met ruim 57% van de stemmen. Op 24 december 2020 werd Sandu officieel ingehuldigd als de nieuwe en de eerste vrouwelijke president van Moldavië. De verkiezingen in Moldavië hebben te lijden gehad onder niet eerder geziene beïnvloeding van Rusland, zegt de woordvoerder van de Europese Commissie. Maar om uit te maken hoe die beïnvloeding heeft uitgepakt voor de verkiezingen, is het nog wachten op de officiële uitslag, aldus de Europese Commissie.

### Herverkiezing 2024
Op 20 oktober 2024 waren er verkiezingen voor een nieuwe president en tegelijk een soort referendum voor eventuele toetreding tot de Europese Unie. Sandu behaalde ongeveer 40% van de stemmen en won daarmee de eerste ronde, en daarmee gaf het land ook een positief signaal af voor lidmaatschap van de Europese Unie. Sandu behaalde te weinig stemmen waardoor een tweede stemronde nodig was. Op 3 november 2024 werd de twee ronde gehouden met de pro-Russische Aleksandr Stoianoglo als tegenkandidaat. Sandu behaalde ruim 54% van de stemmen en haar rivaal van de Socialistische partij bleef steken op ruim 45%. De verkiezingen werden beïnvloed door Rusland, Sandu zei dat aan Rusland gelieerde groeperingen hadden geprobeerd stemmen te kopen.